# 대한민국 민사소송법 제60조
대한민국 민사소송법 제60조는 소송능력 등의 흠과 추인에 대한 민사소송법 조문이다.

## 조문
제60조(소송능력 등의 흠과 추인) 소송능력, 법정대리권 또는 소송행위에 필요한 권한의 수여에 흠이 있는 사람이 소송행위를 한 뒤에 보정된 당사자나 법정대리인이 이를 추인(追認)한 경우에는, 그 소송행위는 이를 한 때에 소급하여 효력이 생긴다.

## 참고 문헌
- 조상희, 『법학전문대학원 민사소송법 기본강의』. 한국학술정보(주), 2009. ISBN 978895323077
- 이동률, 민사소송의 당사자론, 삼우사, 2007. ISBN 9788991083189